# George Minne
Pour les articles homonymes, voir Minne.
Le baron George Minne, né Georgius Joannes Leonardus Minne le 30 août 1866 à Gand et mort le 18 février 1941 à Laethem-Saint-Martin, est un sculpteur, dessinateur et graveur symboliste belge.

## Biographie

### Premières années
Fils de l'architecte et entrepreneur Fréderic Auguste Minne, George Minne grandit et est éduqué dans un milieu aisé. En 1884, il suit pendant deux ans des cours d'architecture à l'Académie de Gand, mais s'oppose à ses parents pour ne pas se laisser entraîner dans le sillage professionnel de son père. À l'Académie de Gand, son professeur, consterné par les libertés que prend son élève vis-à-vis des habitudes académiques, dit de lui « l'Antéchrist est dans nos murs! »[réf. nécessaire]. Il s'y lie d'amitié avec un étudiant un an plus jeune, un bohème qui suit les cours de peinture, Valerius De Saedeleer. À 18 ans, il brosse une toile large de 8 mètres La Chute des anges rebelles, peint un grand format d'une Marche de Bacchus et sculpte des torses gigantesques et des attitudes déclamatoires. Plus tard il jugera sévèrement ces productions qu'il détruira. Un certain ascétisme plastique le fera renoncer pour toujours à l'emploi de la couleur.

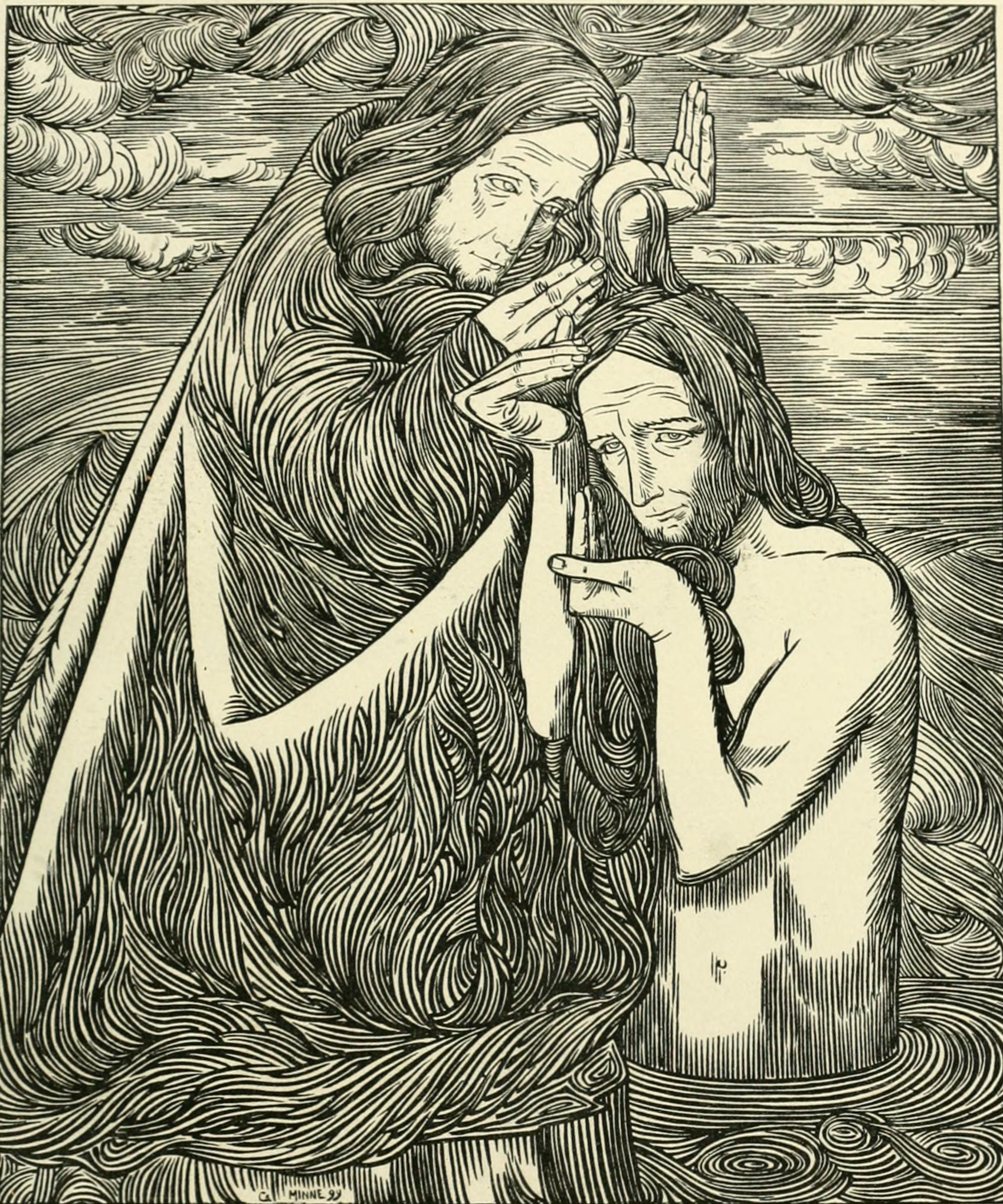
Le Baptême du Christ (1899), gravure sur bois.

La force émotionnelle de ses œuvres est vite reconnue par des poètes symbolistes belges, comme Maurice Maeterlinck avec qui il se lie d'amitié vers 1886 et dont il illustrera de bois gravés certaines œuvres, Émile Verhaeren et Grégoire Le Roy. C'est aussi en 1886 qu'il exécute ses premières sculptures. En 1889, il sculpte Adam et Ève et certaines de ses œuvres sont montrées au Salon de Gand où il expose ainsi pour la première fois. En 1890 à Bruxelles, il expose au Salon des XX. En 1891, il se rend à Paris pour y rencontrer Auguste Rodin (1840-1917) qui, constatant combien la manière du sculpteur belge est éloignée de la sienne, conseille à son interlocuteur de rester fidèle à ses conceptions.
En 1892, il épouse Joséphine, fille du poète Napoleon Destanberg (nl), et tente de vivre « à la Tolstoï » en menant de front le travail de sculpteur et celui de cultivateur. Il participe aussi au premier Salon de la Rose-Croix organisé à Paris par Joséphin Peladan. Henry van de Velde fait connaître son travail dans les centres d'Art nouveau.
En 1895, à l'Académie de Bruxelles, il suit les cours du sculpteur Charles Van der Stappen. À Forest-lez-Bruxelles où il vit avec son ménage dans le dénuement, il découvre son thème préféré, L'Agenouillé. Renouant avec la tradition de Claus Sluter, il sculpte en 1896 Le petit Agenouillé et Les trois saintes femmes au tombeau. Il y élabore son sujet de l'adolescent nu, introverti, agenouillé, la tête inclinée, fragile et isolé du monde qu'il reprendra de nombreuses fois dans son œuvre.
Son travail est apprécié et il est connu dans les milieux artistiques ; à Vienne, il est apprécié par des artistes comme Gustav Klimt, Egon Schiele et Oskar Kokoschka. À Munich et à Vienne, on a vu et favorablement commenté les fruits de son labeur.

### Portrait de l'artiste
Paul Haesaerts le décrit ainsi : « Il est de taille plutôt petite, le visage est frais, les yeux lourds et clairs ; sur ses lèvres d'un rose vif il laisse continûment planer un sourire léger et énigmatique ; ses vêtements et sa coiffure lui donnent un peu l'allure d'un pasteur protestant. Vivant silencieux et comme reclus, il quitte rarement sa maison, du moins à l'époque de sa maturité. Par crainte d'autrui, ce catholique ne se rend jamais à l'église, pas même le dimanche. La foule lui fait peur et il souffre d'agoraphobie. Il voit peu de monde, refuse de se laisser approcher, fuit les photographes, évite les voyages, renonce à visiter les expositions — même celles de ses propres œuvres.[…] Toute son attitude dans la vie a quelque chose de fuyant et dénote, sans ostentation et comme à regret, un foncier besoin de retraite. À table il ne prend jamais l'initiative de se servir ; il attend que quelqu'un le prie de manger et même qu'on lui tende son assiettée. Quand il enseigne à l'Académie de Gand — il y fut professeur pendant quelques années — il prie sa femme de rester en faction derrière la porte de la classe pendant toute la durée de son cours. Soucieux de se bien porter, il se promène chaque jour pendant plusieurs heures mais, en ennemi juré des rencontres imprévues, il parcourt sans cesse les rares chemins qui entourent sa maison ou se contente de tourner en rond dans son jardin.[…] En art, il doute très réellement de son savoir-faire ».

### L'atelier de Laethem-Saint-Martin

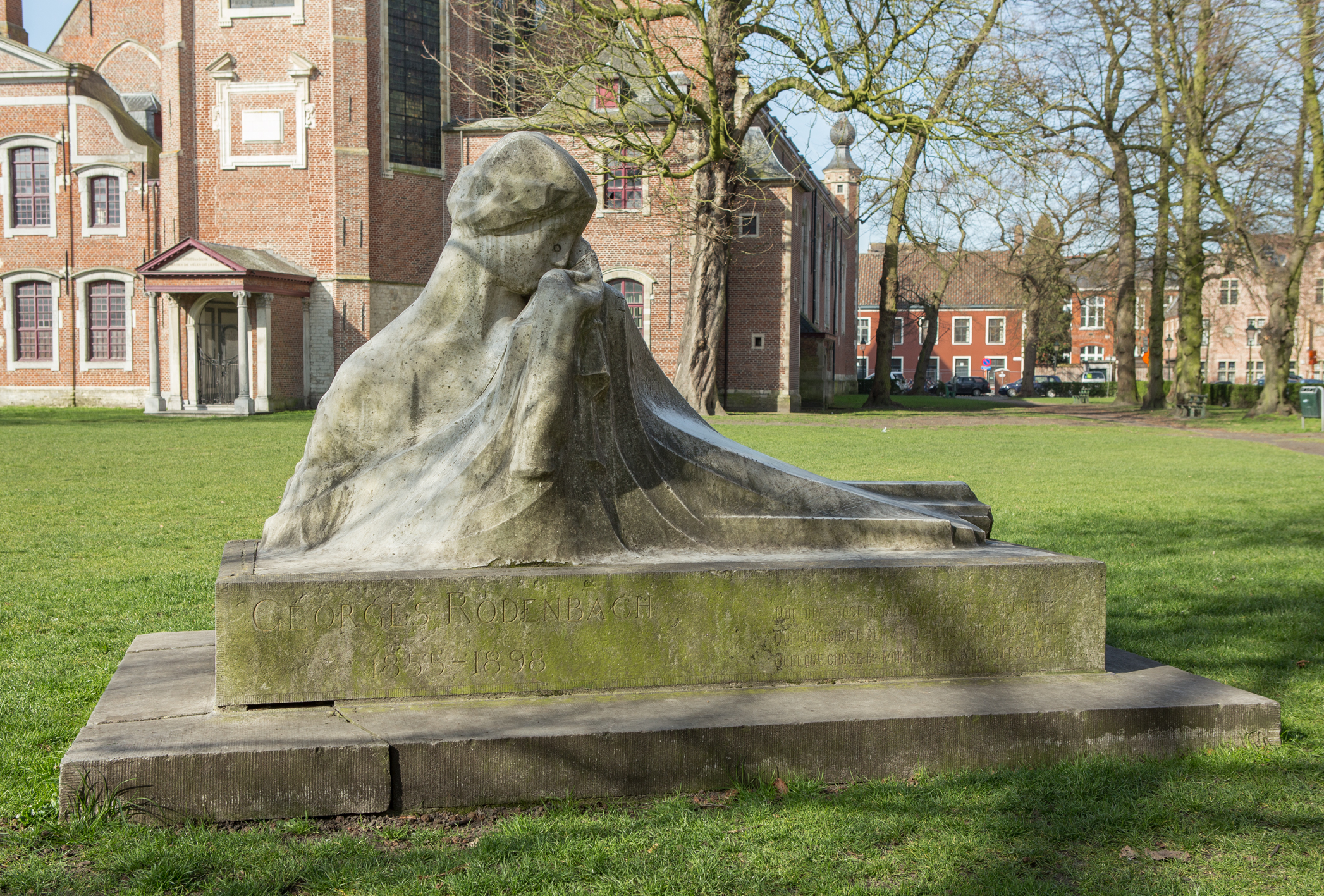
Monument à Georges Rodenbach (1903), Gand, jardin du vieux béguinage.

Installé à Laethem-Saint-Martin, Valerius De Saedeleer y attire son ami George Minne, ce qui se fait en 1898. Georges Minne quitte Bruxelles et fait ainsi partie du premier groupe de l'École de Laethem-Saint-Martin qui se cristallisera autour d'Albijn Van den Abeele.
En arrivant à Laethem, il sait ce qu'il veut et espère pouvoir poursuivre son œuvre dans l'assurance et dans le calme. Il élit domicile dans une maisonnette au cœur du village, face à la cure — un logis banal de petit employé, une fenêtre, une porte — mais il sera bientôt logé moins à l'étroit. Se souvenant de ses études d'architecte, il commence en effet à tracer les plans de la maison blanche et carrée qu'il ne quittera plus et où, entouré de sa famille qui comprendra cinq fils et trois filles, il va poursuivre patiemment son travail.
À l'époque une de ses préoccupations majeures sera la mise en œuvre d'un monument au poète Georges Rodenbach (1855-1898). En vue de ce dessein, Laethem voit arriver un important bloc de pierre tiré par sept chevaux de labour qui sera déposé avec précaution dans le petit jardin de Minne. Autour du bloc inerte un petit atelier en bois est construit. Durant de longs mois, Minne s'y acharne au travail. Terminée, l'œuvre est violemment décriée et refusée à Bruges, mais sera finalement inaugurée en 1903 à Gand dans le jardin du vieux béguinage,.

## L'œuvre

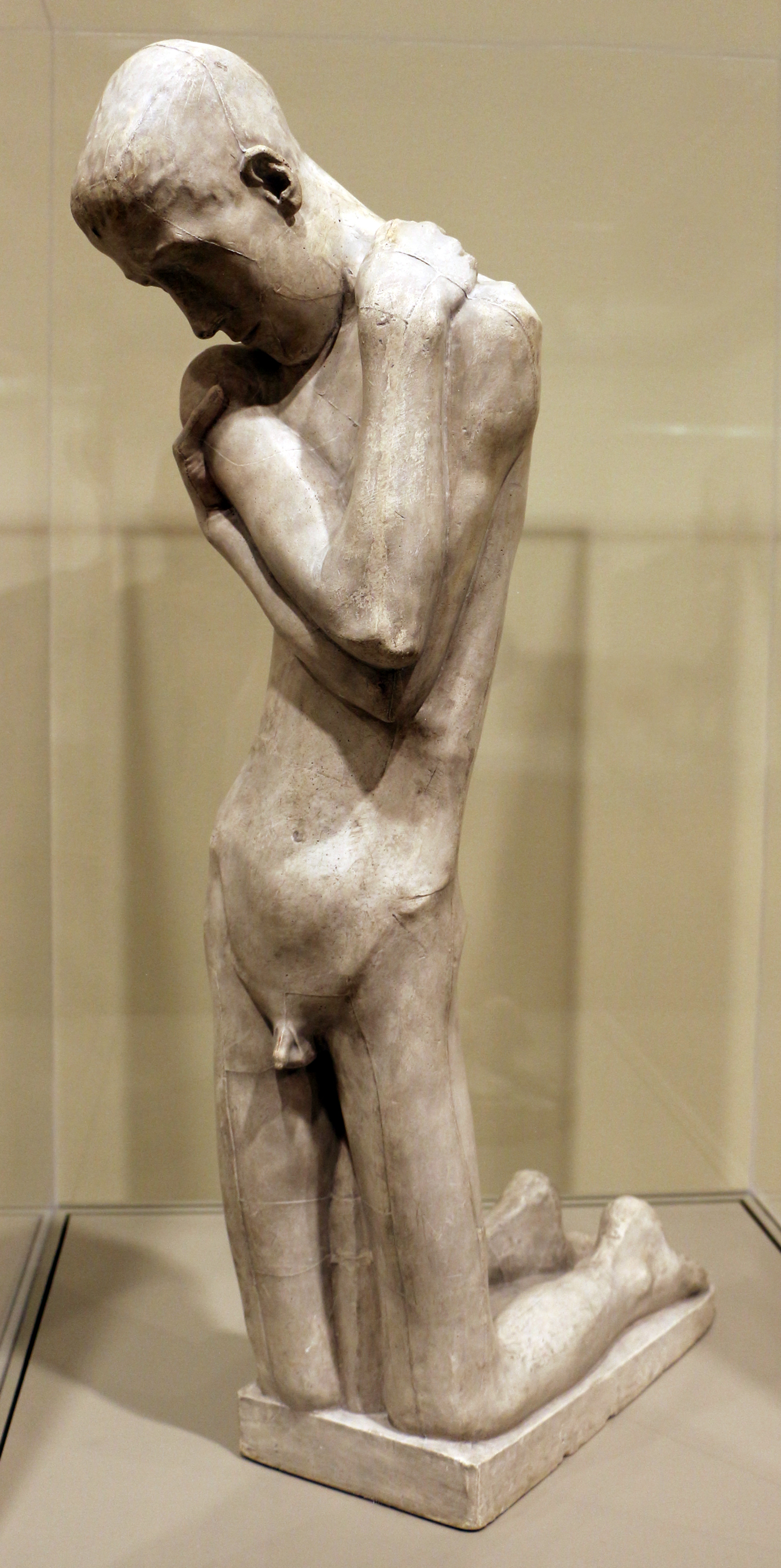
Adolescent agenouillé (vers 1900), plâtre, Art Institute of Chicago.

Dans ses faits et gestes tout parle d'effacement de soi et de claustration volontaire. L'œuvre sera le miroir fidèle, la décantation de cette attitude primordiale : chez Minne, le mouvement de repli, de fuite manifesté dans la vie se retrouve en permanence dans les sujets comme dans le style de ses sculptures et de ses dessins.
Son modèle est Auguste Rodin, mais il n'essaie pas de rivaliser avec la force plastique de ce dernier et préfère rechercher une inspiration dans l'art médiéval et préfigure des artistes de l'expressionnisme allemand comme Ernst Barlach, Käthe Kollwitz et Wilhelm Lehmbruck. Dans son refus du pathos baroque, il se rapproche de Puvis de Chavannes et il existe un rapport manifeste entre l'Enfant prodigue et le Pauvre Pêcheur dans la restitution des personnages introvertis et repliés sur eux-mêmes.
On est cependant loin d'influences ; Maeterlinck se rappellera plus tard son étonnement : « Il a vingt ans, il n'a rien vu, n'a rien lu », racontera-t-il, mais lui et ses camarades poètes ont été attirés par cet artiste, et ce sont peut-être eux qui l'ont orienté vers le symbolisme avec lequel il se sent des affinités.
En 1898, il crée la Fontaine des Agenouillés, chef-d'œuvre incontestable de la sculpture symboliste, pour laquelle il imagine cinq personnages autour d'un bassin : l'art introverti de Minne est là avec un maximum de clarté et de simplicité formelle.
En 1900, Gustave van de Woestijne peint le Portrait de Madame George Minne et Saint Dominique recevant le rosaire des mains de la Vierge Marie.
En 1902 s'ouvre à Bruges une exposition intitulée Les Primitifs flamands, de van Eyck à Breughel[réf. nécessaire] qui impressionnera durablement George Minne et les artistes du premier groupe.
En 1903, Karel van de Woestijne fonde à Laethem le cercle Open Wegen. En 1905, George Minne devient membre du cercle anversois L'Art Contemporain (Kunst van Heden).
En 1908, influencé par les idées religieuses de ses amis Saedeleer et Gustave van de Woestijne, George Minne se met à traiter surtout au moyen du crayon ou du fusain des thèmes bibliques et entreprend une première série de dessins dont le thème principal sera La Mère et l'Enfant.
En 1910, influencé par Constantin Meunier, George Minne s'astreint à étudier avec minutie le corps humain. Il craint à bon droit que ses sculptures ne soient trop peu réalistes parce que trop stylisées, trop éloignées de la nature.

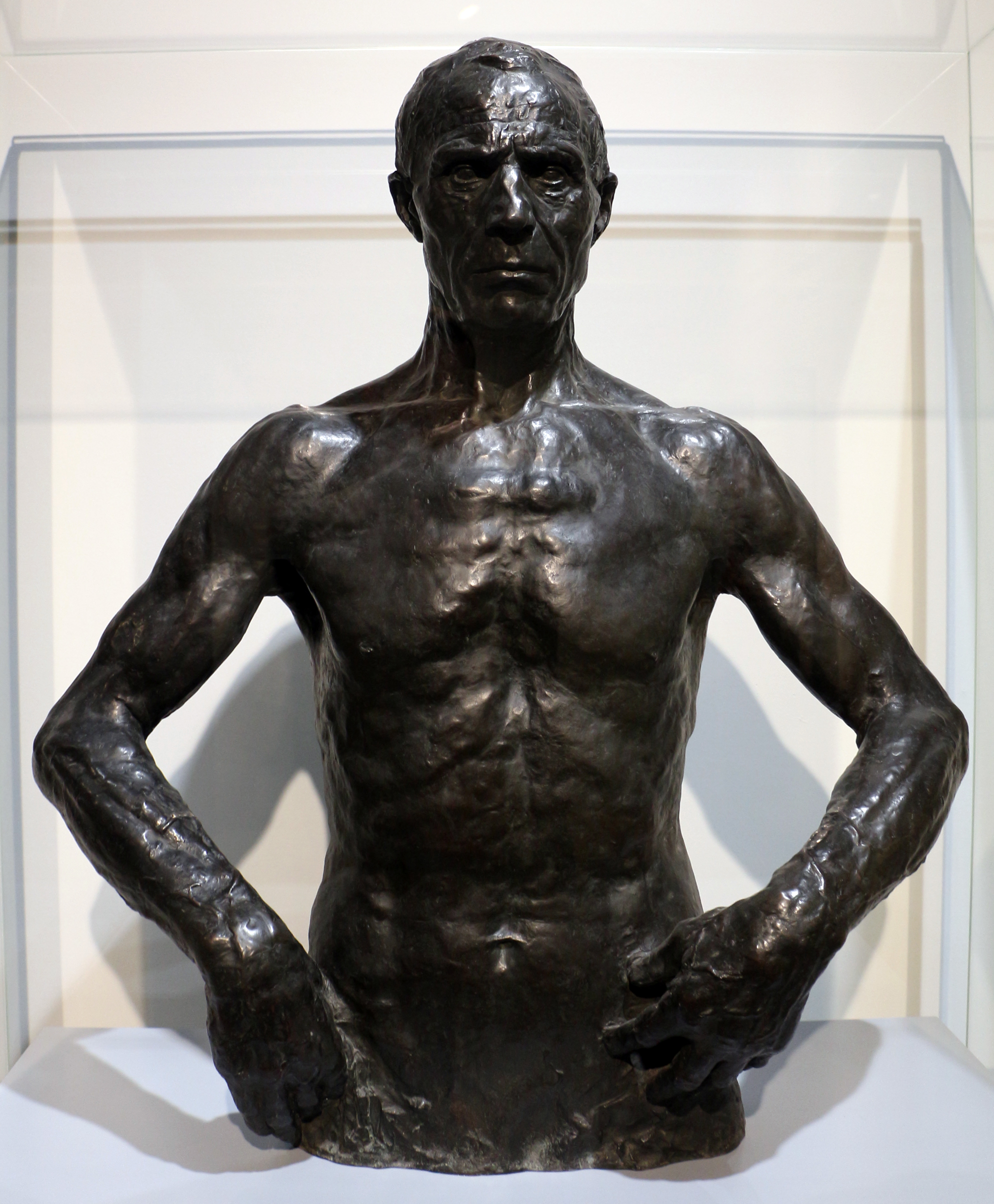
Torse d'homme (1910), Bruxelles, musée Fin-de-Siècle.

En 1912, George Minne devient professeur à l'Académie royale des beaux-arts de Gand.
Pendant la Première Guerre mondiale, trois fils de Minne sont mobilisés. Durant leur absence, le reste du ménage qui a émigré au Pays de Galles (à Aberystwyth, puis à Llanidloes grâce à Margaret Davies) — comme Saedeleer et Gustave van de Woestijne — y vit dans l'angoisse. Minne abandonne la sculpture de 1914 à 1921.
En 1919, la paix revenue et ses fils étant sortis indemnes du conflit, Minne rentre en Belgique occuper sa maison de Laethem. Il est professeur à l'Académie de Gand en modèle vivant.
En janvier 1920 a lieu une importante exposition George Minne à la galerie Georges Giroux de Bruxelles.
En 1922, George Minne crée le motif de son Christ eucharistique.
En 1923, Minne sculpte L'Adolescent à la coquille.
En 1924, Émile Claus meurt à Astene et est inhumé dans le jardin de sa villa. Un monument funéraire dû à George Minne et dénommé Réveil est érigé sur sa tombe.

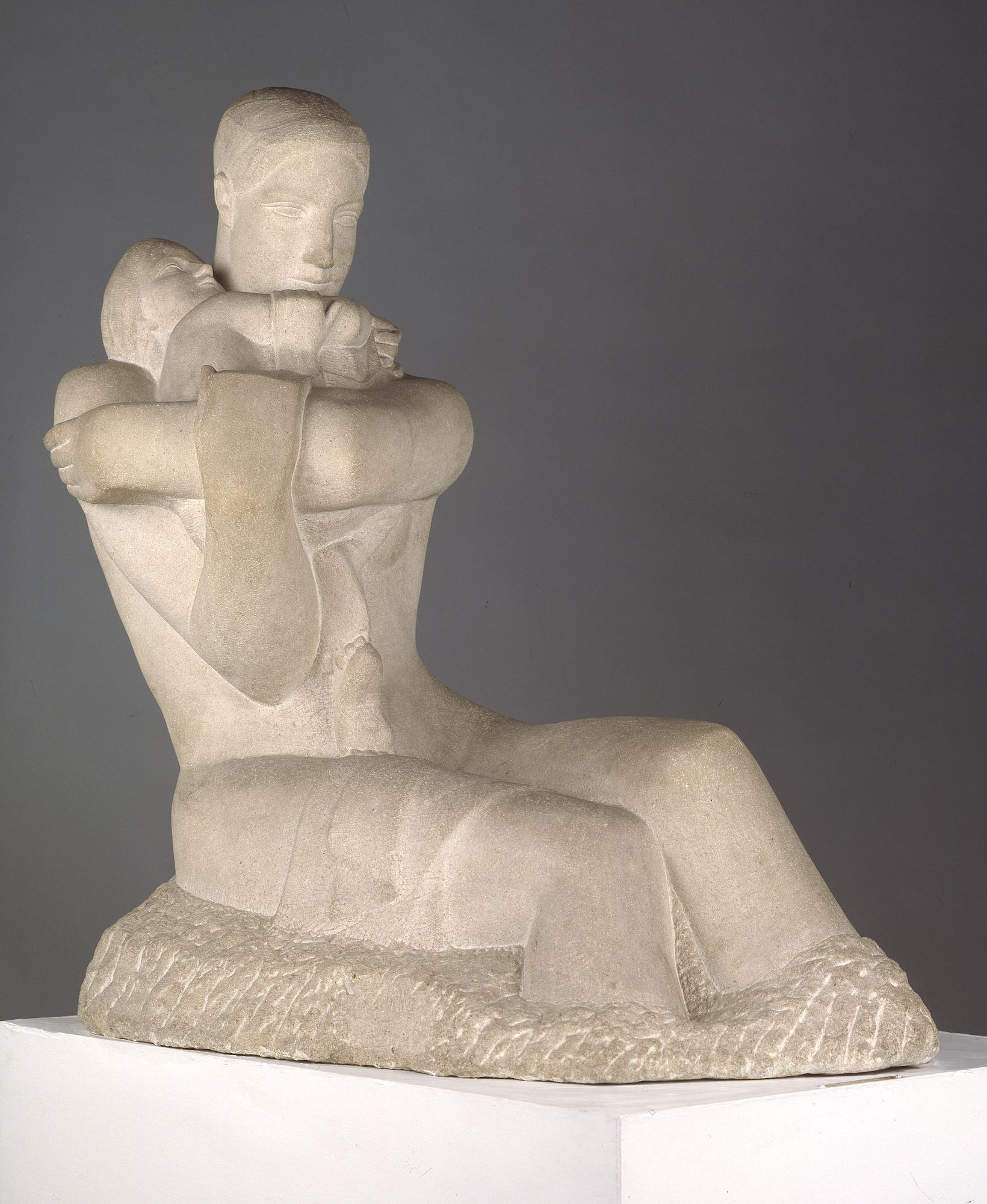
Le petit agenouillé de George Minne au Musée de Deinze et de la Lys

En décembre 1925, la galerie Giroux de Bruxelles organise une exposition intitulée Laethem-Saint-Martin.
En 1929, il sculpte Le Grand Porteur de relique et dessine des Pietà. Une rétrospective de son œuvre a lieu à la galerie Giroux de Bruxelles.
En 1931, il sculpte La Jeune Femme au bain.
En 1932, il sculpte Aspiration à la paix.
En 1937, il dessine La Vierge de l'Annonciation.
En 1952, une sculpture de Minne est placée sur la tombe du peintre Constant Permeke, mort à Ostende et inhumé à Jabbeke.
George Minne a collaboré avec le céramiste Roger Guérin (1896-1954).
Le nombre de dessins est de 400 à 500, ce sont généralement des fusains, rarement des crayons, dessinés sur papier, du parchemin, des feuilles jaunies tirées d'archives ou de vieux livres, des panneaux de bois, de la toile, les murs des chambres où il a habité, des plaques de fibrociment.
Les sculptures sont approximativement au nombre de 150. Plutôt que de sculptures monumentales, il s'agit de sculptures d'intérieur dont la hauteur varie entre 15 centimètres et un mètre. On s'est rarement adressé à lui pour l'exécution de monuments publics.
En 1899, on érige dans l'Ancien Béguinage de Gand son Monument à Georges Rodenbach.
En 1901, Minne sculpte une statue de Jacques Franquart destinée à la façade de l'hôtel de ville de Bruxelles.
En 1933, il livre pour la commune de Boom deux statues de grandes dimensions, une Maternité et un groupe de deux personnages représentant la Solidarité.
Bruxelles d'abord, Gand ensuite érigent sa Fontaine aux agenouillés.
La Ville d'Anvers le charge d'exécuter un Monument à la mémoire de la reine Astrid qui soit en même temps un hommage à toutes les mères.
Enfin pour la décoration de la basilique du Sacré-Cœur à Bruxelles, Minne a réalisé la sculpture du Sacré-Cœur dans le chœur de l'autel du Saint-Sacrement de l'abside. Il a également créé le Christ en croix en bronze qu'on peut voir à l'extérieur de la basilique, derrière l'abside.

## Œuvres dans les collections publiques
- Alger, musée national des Beaux-Arts : Buste d'homme des Flandres.
- Anvers, musée royal des Beaux-Arts : 
  - Le Petit Porteur de reliques, 1897, marbre ;
  - Solidarité, 1898, bronze.
- Bruges, musée Groeninge : Trois Saintes Femmes auprès du tombeau, 1896, bronze.
- Gand, musée des Beaux-Arts :
  - Le Fils prodigue, 1896, plâtre ;
  - Homme et femme agenouillés, granit ;
  - Saint Jean-Baptiste, 1895, pierre de taille ;
  - Garçon agenouillé, marbre ;
  - Le Puits avec cinq adolescents ou Fontaine des Agenouillés, modèle en plâtre.
- Neuss, Clemens Sels Museum Neuss : Jeune garçon debout, 1900, bronze.
- Paris, musée d'Orsay :
  - Porteur d'outre, 1897, bronze ;
  - Le Maçon, 1897, marbre ;
  - L'Agenouillé à la fontaine, 1898, bronze.
- Rotterdam, musée Boijmans Van Beuningen : Mère affligée avec ses deux enfants, 1888, bronze.

## Hommages et distinctions
Il est promu baron le 25 avril 1931 par le roi des Belges Léopold III.

La distinction suivante lui a été décernée :

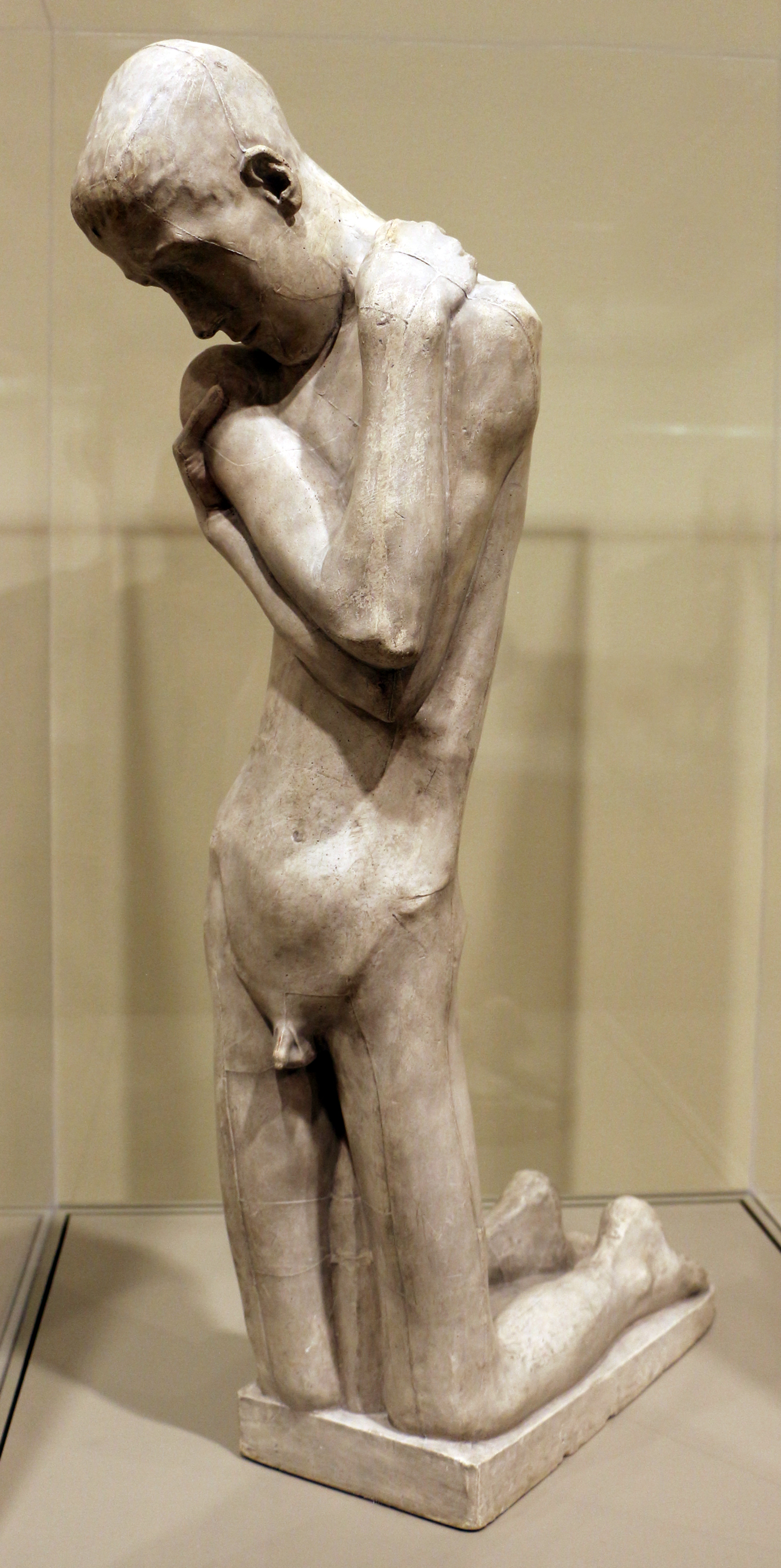
Adolescent agenouillé (vers 1900), plâtre, Art Institute of Chicago.

- Commandeur de l'ordre royal de Saint-Sava en 1933 (Yougoslavie).

Œuvres de George Minne
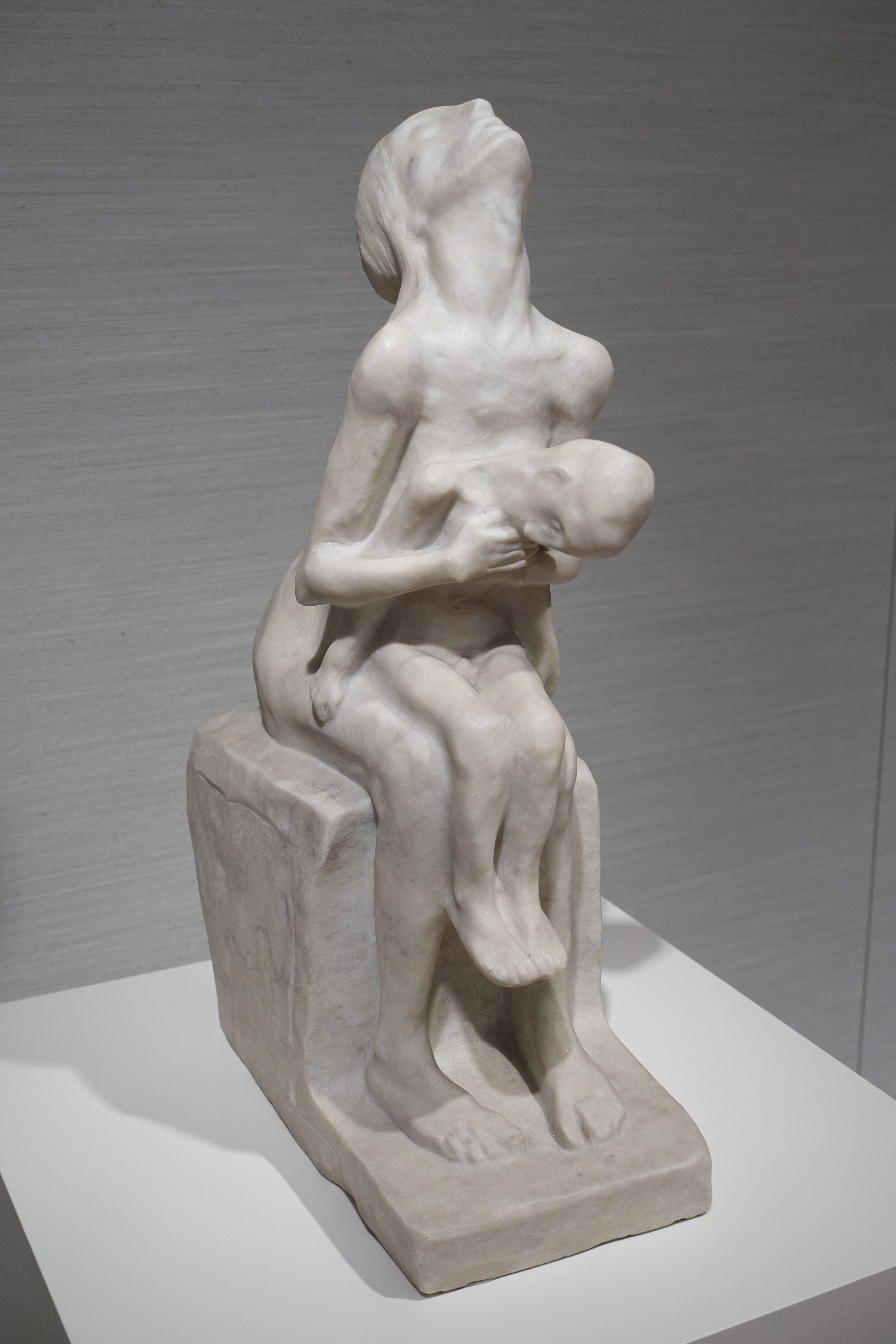
Mère pleurant son enfant mort (1886), marbre, Darmstadt, musée régional de la Hesse.
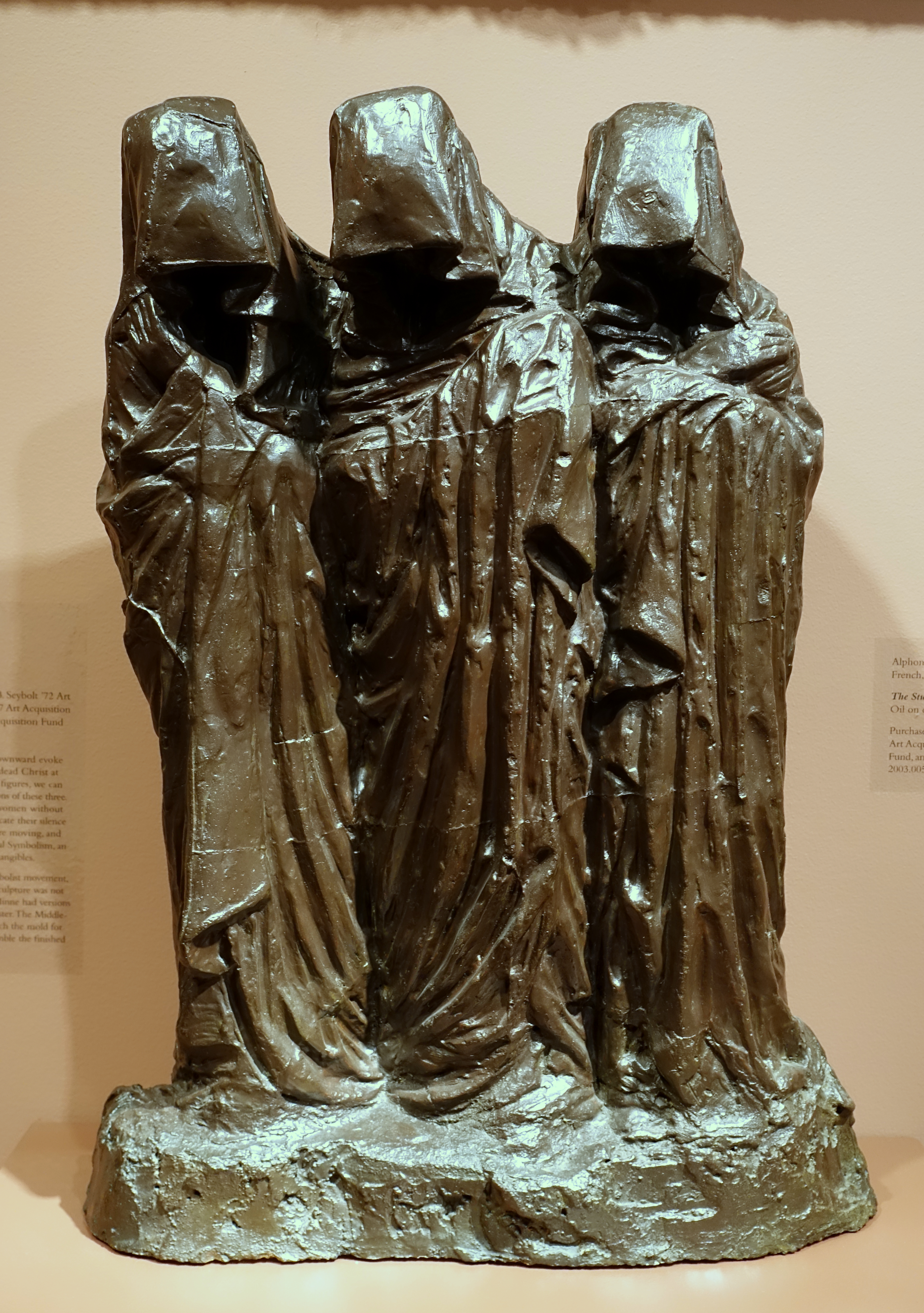
Trois Saintes Femmes auprès du tombeau (1896), bronze, Middlebury, musée du Middlebury College.
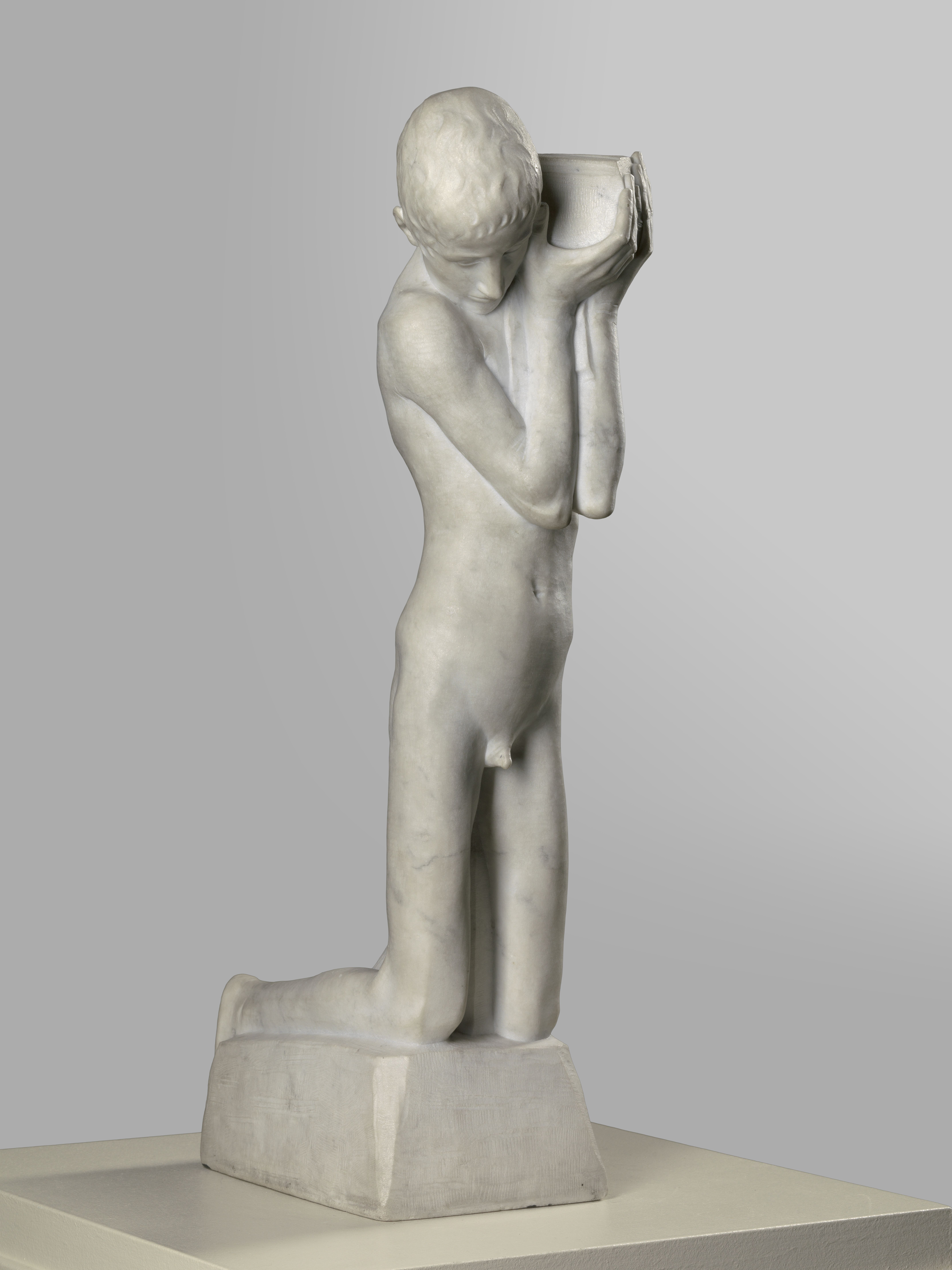
Le Petit Porteur de reliques (1897), marbre, musée royal des Beaux-Arts d'Anvers.
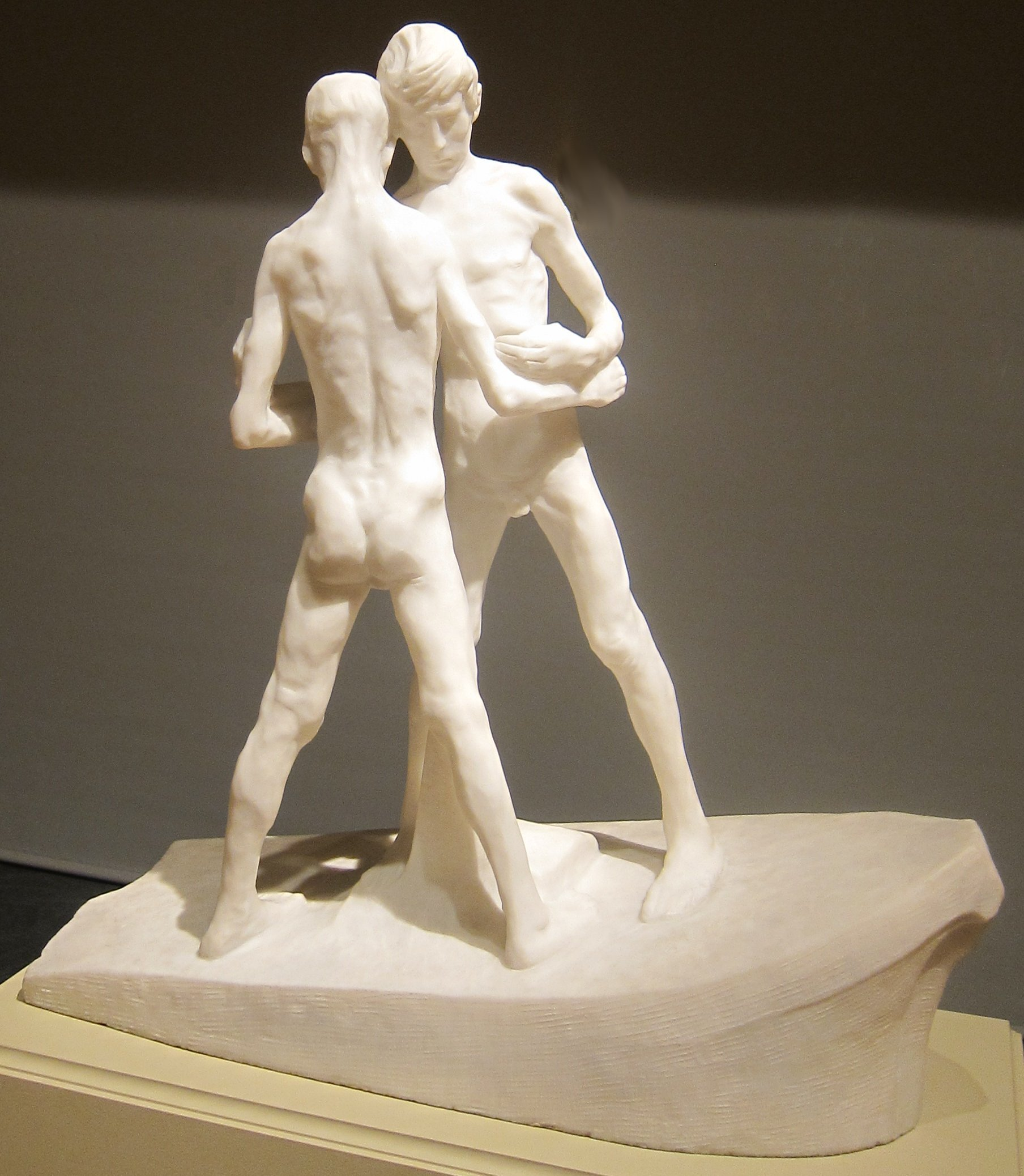
Solidarité (1898), marbre, Cleveland Museum of Art.
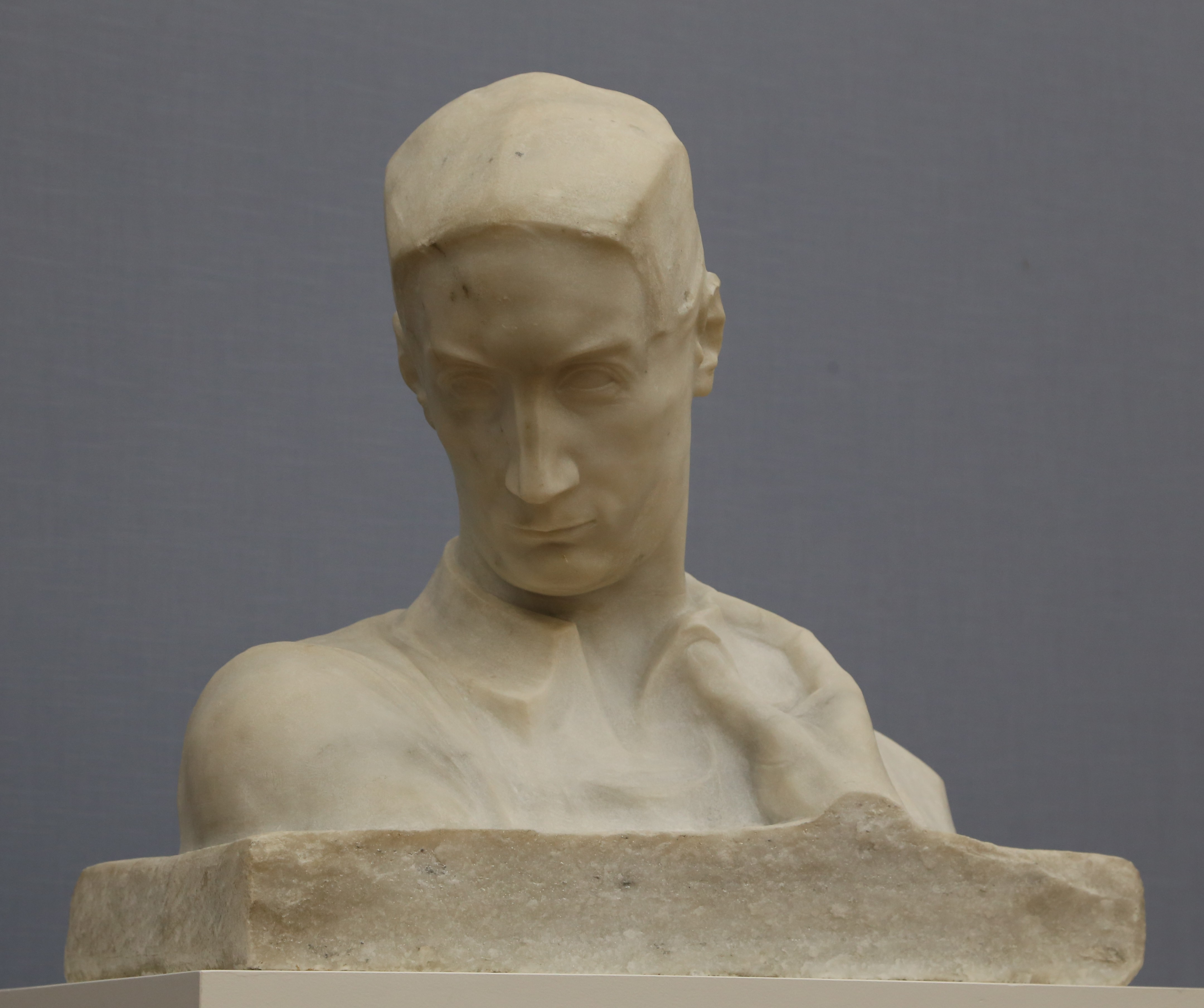
Jacques Francquaert (1901), marbre, Munich, Neue Pinakothek.
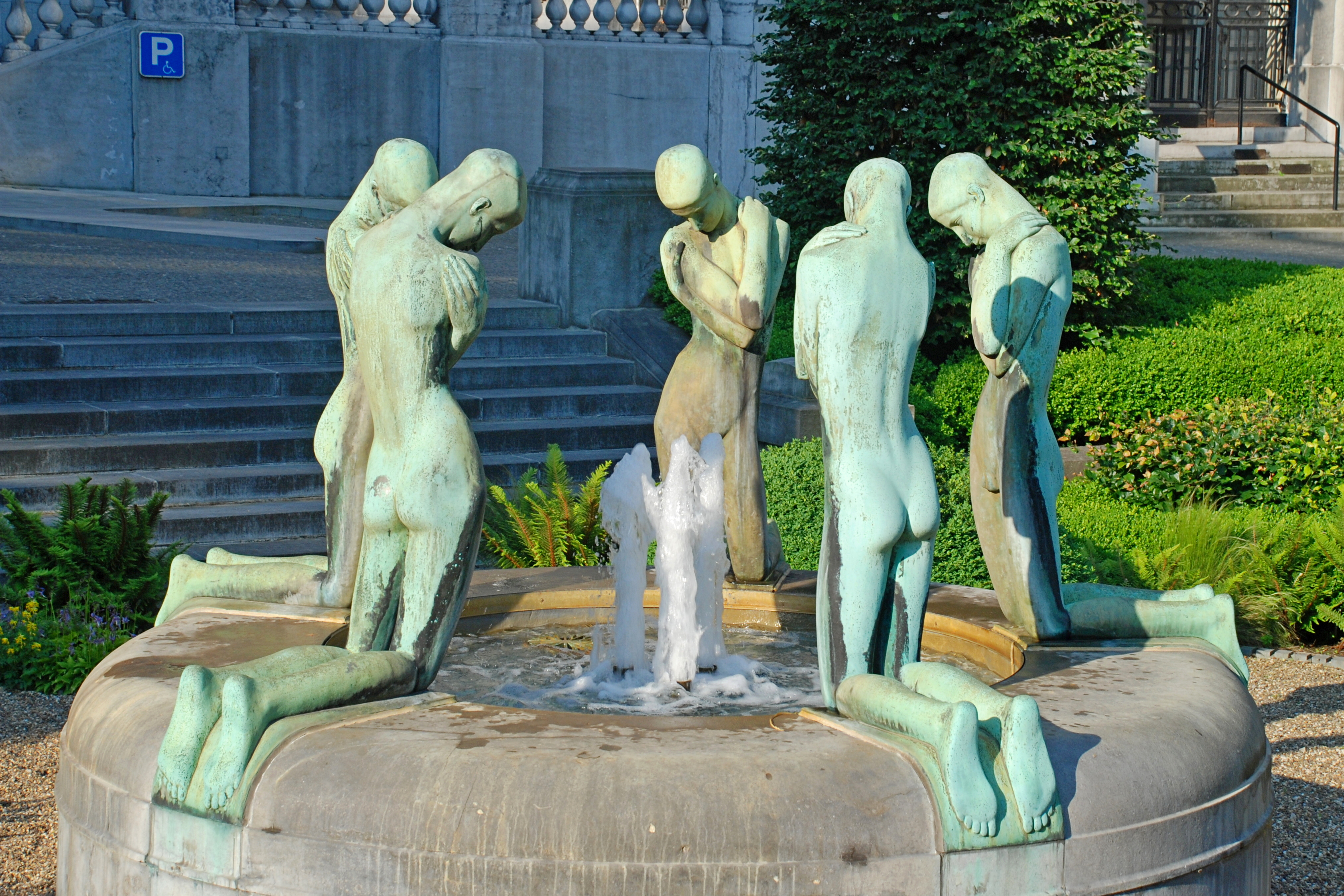
Fontaine des Agenouillés (1935), détail, Bruxelles, palais de la Nation.
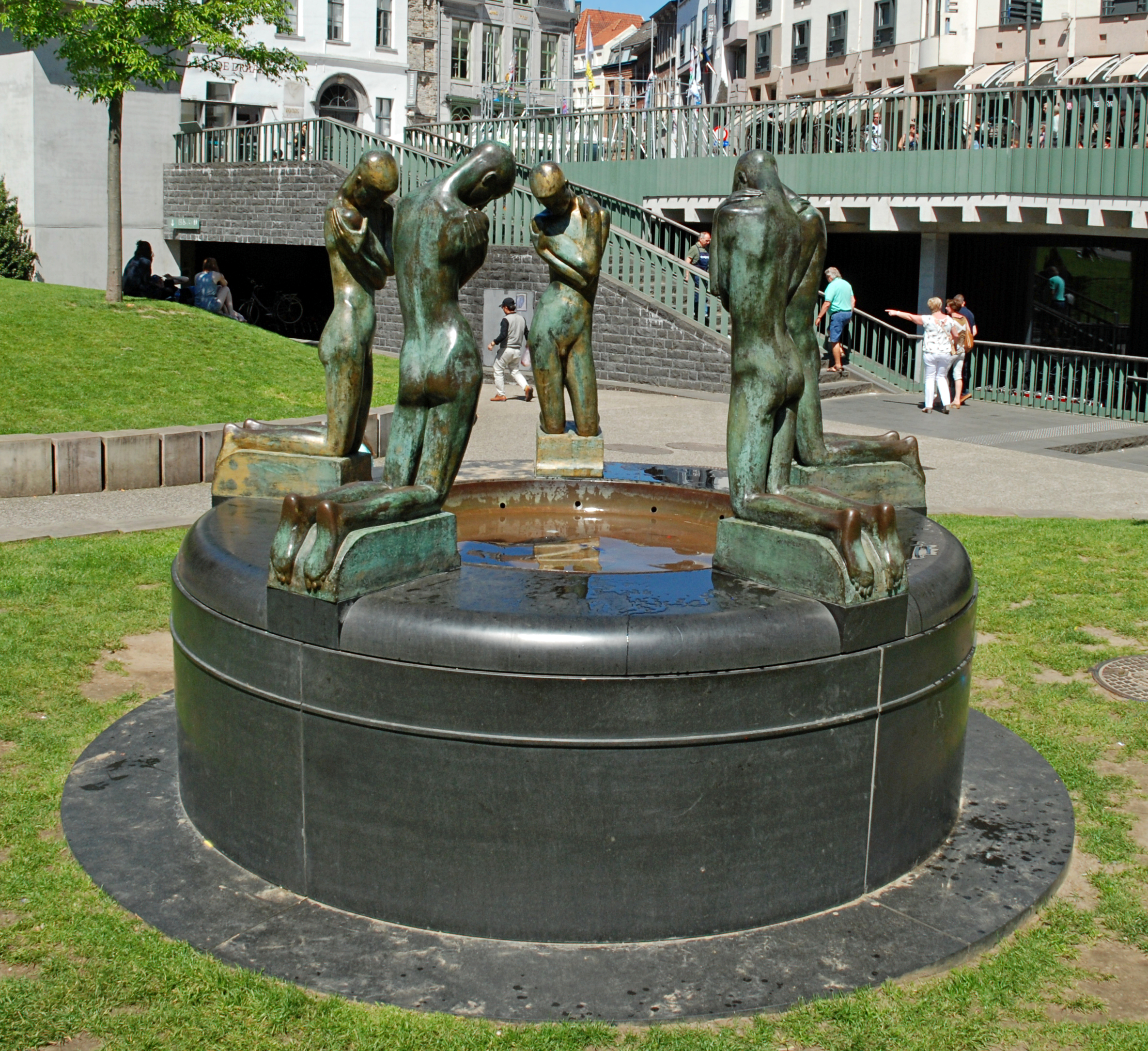
Fontaine des Agenouillés (1937), Gand, place Émile Braun.
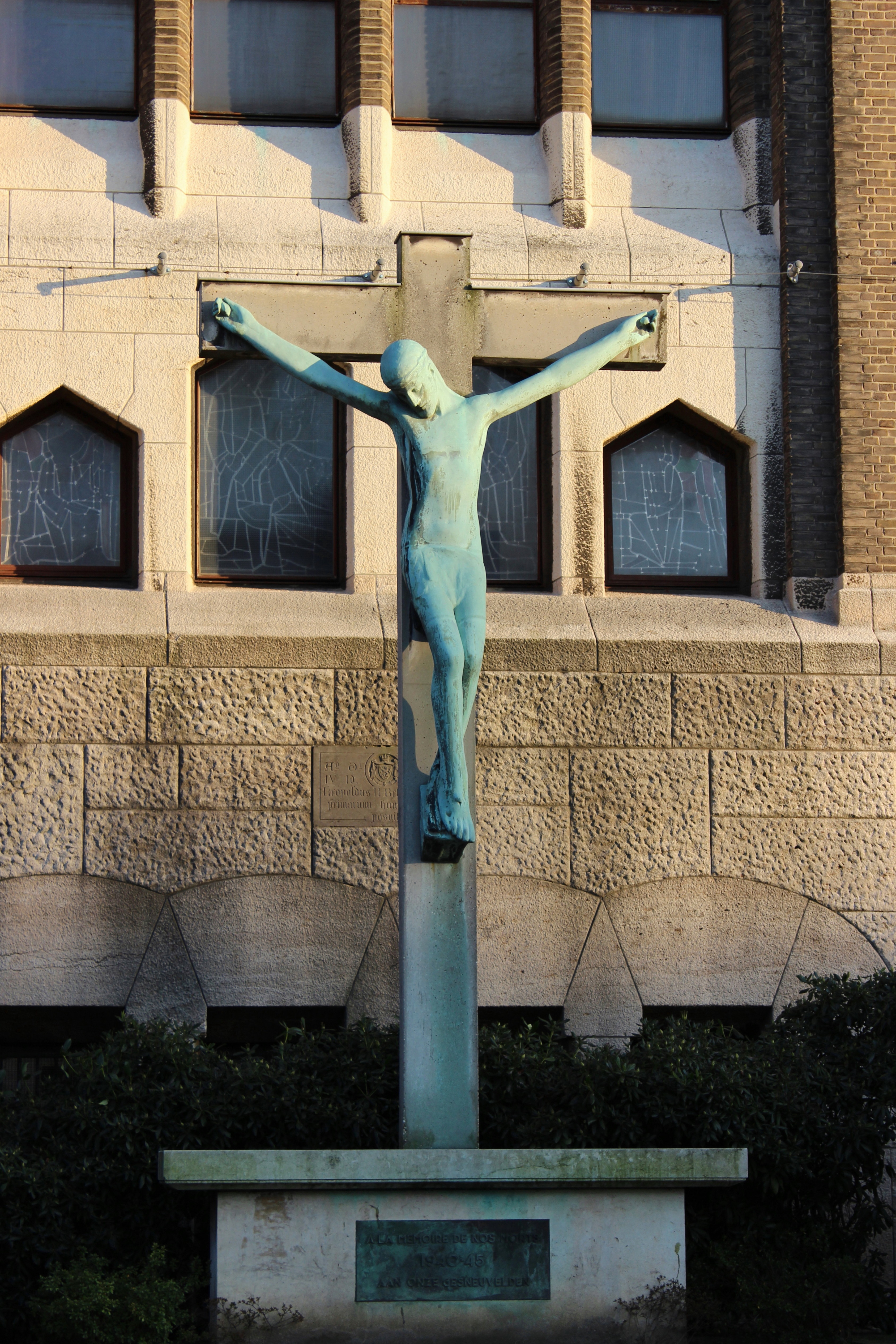
Christ en croix, Bruxelles, basilique du Sacré-Cœur.